# Escuela de Naturalistas

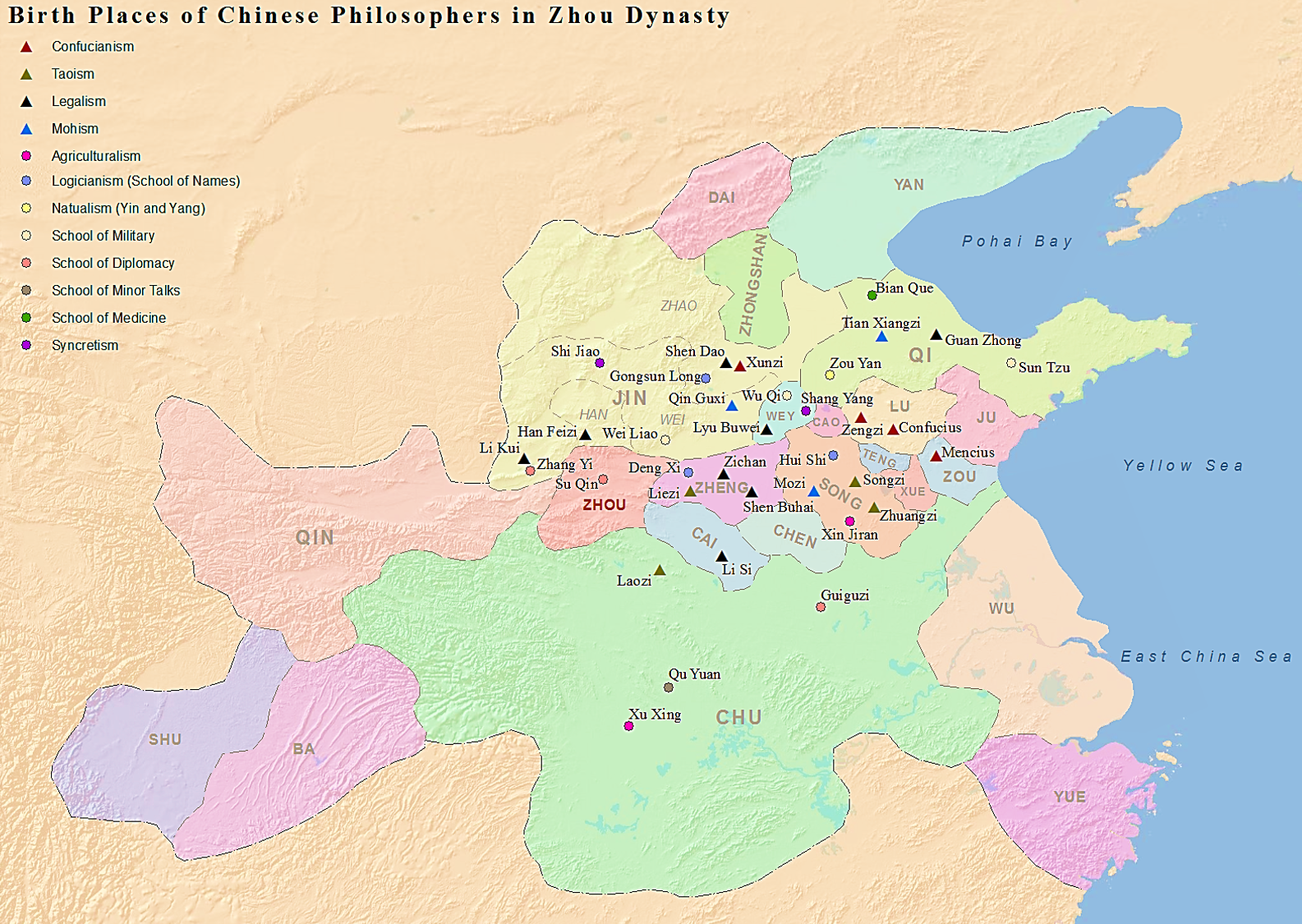
Los lugares de nacimiento de notables filósofos chinos de las Cien Escuelas de Pensamiento durante la dinastía Zhou. Los filósofos de la Escuela de Naturalistas están marcados con círculos en amarillo.

La Escuela de Naturalistas o la Escuela de Yin-Yang (en chino tradicional, 陰陽家; en chino simplificado, 阴阳家; pinyin, Yīnyángjiā; Wade-Giles, Yin-yang-chia; literalmente, ‘Escuela de Yin-Yang’) fue una filosofía de la era de los Reinos Combatientes que sintetizó los conceptos de yin-yang y los Cinco Elementos . Fue una de las Nueve Escuelas de Pensamiento .

## Historia
La Escuela de Naturalistas no tenía un único ethos y provenía de escuelas separadas.

## Descripción general
Zou Yan es considerado el fundador de esta escuela. Su teoría intentaba explicar el universo en términos de fuerzas básicas de la naturaleza: los agentes complementarios del yin (oscuro, frío, femenino, negativo) y el yang (luz, caliente, masculino, positivo) y los Cinco Elementos o Cinco Fases (agua, fuego, madera, metal y tierra).
En sus inicios, esta teoría estaba fuertemente asociada con los estados de Yan y Qi . En períodos posteriores, estas teorías epistemológicas llegaron a tener importancia tanto en la filosofía como en la creencia popular. Esta escuela fue absorbida por las dimensiones alquímicas y mágicas del taoísmo, así como por la estructura médica china . Las primeras grabaciones supervivientes de esto se encuentran en los textos de Ma Wang Dui y Huang Di Nei Jing .

## Cifras
Zou Yan (鄒衍; 305 – 240 a. C.) fue un filósofo chino principalmente conocido como el pensador representante de la Escuela Yin y Yang (o Escuela de Naturalistas) durante la era de las Cien Escuelas de Pensamiento en la filosofía china . Zou Yan fue un destacado erudito de la Academia Jixia en el estado de Qi . Joseph Needham, un bioquímico y sinólogo británico, describe a Zou como "El verdadero fundador de todo el pensamiento científico chino". Sus enseñanzas combinaron y sistematizaron dos teorías vigentes durante el período de los Reinos Combatientes: Yin-Yang y los Cinco Elementos/Fases (madera, fuego, tierra, metal y agua).
Durante la dinastía Han, los conceptos de la escuela se integraron en la ideología confuciana, siendo Zhang Cang (253-152 a. C.) y Dong Zhongshu (179-104 a. C.) las principales figuras que contribuyeron a ese proceso.